# Denton (Maryland)
Denton – miasto w Stanach Zjednoczonych, w stanie Maryland, w hrabstwie Caroline. W 2000 r. miasto to zamieszkiwało 2 960 osób.